# Zoo Tycoon 2
Zoo Tycoon 2 is het vervolg op het bedrijfssimulatiespel Zoo Tycoon en is uitgebracht in november 2004. Net als in zijn voorganger heeft Zoo Tycoon 2 het doel een dierentuin te simuleren. Het is ontwikkeld door Blue Fang Games en geproduceerd door Microsoft Game Studios.
Door het succes van Zoo Tycoon 2 zijn er reeds vier uitbreidingspakketten, twee verzamelpakketten en één premium download uitgebracht.

## Gameplay
Aan het concept is niet al te veel veranderd: het bouwen van een goede dierentuin en het op peil houden van de gemoedstoestand van zowel de bezoekers, (met eet- en drankwinkeltjes, bankjes, toiletten, enzovoort) als de dieren, (voeding, biotoop, schuilplaatsen, speeltjes en dergelijke meer) is nog steeds het hoofddoel. De speler kan werknemers inhuren om zich hierbij te helpen en kan zelf het landschap aanpassen.
Zoo Tycoon 2 verschilt op enkele punten van zijn voorganger. Het meest opvallende is de overstap van een tweedimensionale game naar 3D. Met de nieuwe manier om in te zoomen is het mogelijk de dierentuin en zijn bewoners ook van dichtbij te bewonderen. En met de "Habitatborstel" is het verblijf van een diersoort eenvoudig aan te passen aan zijn wensen. De dertig verschillende diersoorten hebben immers hun eigen eisen aan het verblijf: een pinguïn voelt zich namelijk niet thuis in het droge zand, maar op een koude toendra. De speler kan met de "Bezoekersmodus" rondwandelen in de dierentuin en een idee krijgen wat de bezoekers in het park "zien". In deze modus is het ook mogelijk om de dieren te verzorgen en andere taken van het personeel over te nemen.
Ook zijn er drie spelvarianten waarop het spel kan worden gespeeld.
- "Onbeperkt spel": de speler heeft een onbeperkte hoeveelheid geld en alle voorwerpen en dieren zijn te krijgen. De speler hoeft geen opdrachten te behalen.
- "Uitdagingenspel": de speler mag zelf bepalen met hoeveel geld er begonnen wordt. Nog niet alle dieren en voorwerpen zijn beschikbaar. Om de zoveel tijd krijgt de speler een opdracht die hij/zij kan aannemen of weigeren.
- "Campagnespel": de speler moet met een vooraf ingesteld geldbedrag een aantal vooraf ingestelde doelen behalen.

### Lijst van dieren
| Dier                 | Biotoop            | Beschikbaar vanaf | Beschermingsstatus |
| -------------------- | ------------------ | ----------------- | ------------------ |
| Afrikaanse olifant   | Savanne            | 4 sterren         | Bedreigd           |
| Amerikaanse bever    | Moeras             | 3 sterren         | Kwetsbaar          |
| Bengaalse tijger     | Tropisch regenwoud | 3,5 sterren       | Bedreigd           |
| Zwarte neushoorn     | Savanne            | 3 sterren         | Ernstig bedreigd   |
| Jachtluipaard        | Savanne            | 2,5 sterren       | Kwetsbaar          |
| Chimpansee           | Tropisch regenwoud | 3,5 sterren       | Bedreigd           |
| Blauwe pauw          | Gematigd woud      | 0,5 ster          | Enigszins bedreigd |
| Zebra                | Savanne            | 1,5 sterren       | Enigszins bedreigd |
| Dromedaris           | Woestijn           | 0,5 ster          | Enigszins bedreigd |
| Keizerspinguïn       | Toendra            | 1 ster            | Enigszins bedreigd |
| Gemsbok              | Kreupelhout        | 1 ster            | Enigszins bedreigd |
| Reuzenpanda          | Gematigd woud      | 5 sterren         | Bedreigd           |
| Flamingo             | Moeras             | 1 ster            | Enigszins bedreigd |
| Grizzlybeer          | Noordelijk bos     | 3,5 sterren       | Bedreigd           |
| Nijlpaard            | Moeras             | 2,5 sterren       | Kwetsbaar          |
| Steenbok             | Berggebied         | 1,5 sterren       | Kwetsbaar          |
| Jaguar               | Tropisch regenwoud | 2 sterren         | Enigszins bedreigd |
| Rode reuzenkangoeroe | Kreupelhout        | 2 sterren         | Enigszins bedreigd |
| Leeuw                | Savanne            | 2,5 sterren       | Kwetsbaar          |
| Eland                | Noordelijk bos     | 0,5 ster          | Enigszins bedreigd |
| Berggorilla          | Tropisch regenwoud | 4 sterren         | Bedreigd           |
| Nijlkrokodil         | Moeras             | 1,5 sterren       | Enigszins bedreigd |
| Okapi                | Tropisch regenwoud | 2 sterren         | Enigszins bedreigd |
| Struisvogel          | Savanne            | 2 sterren         | Enigszins bedreigd |
| IJsbeer              | Toendra            | 3 sterren         | Enigszins bedreigd |
| Netgiraffe           | Savanne            | 2,5 sterren       | Enigszins bedreigd |
| Kleine panda         | Gematigd woud      | 4 sterren         | Bedreigd           |
| Ringstaartmaki       | Tropisch regenwoud | 3 sterren         | Kwetsbaar          |
| Sneeuwluipaard       | Berggebied         | 4 sterren         | Bedreigd           |
| Thomsongazelle       | Savanne            | 0,5 ster          | Enigszins bedreigd |

## Systeemvereisten
- Windows 98, 2000, ME, XP, Vista ,7 ,8 of10
- Minimaal een 500 MHz processor
- Minimaal 128 MB Ram
- Minimaal 16MB 3D videokaart
- DirectX 9.0 of hoger
- Minimaal 900 MB vrije harde-schijfruimte
- 8x cd-rom (of hoger)
- Een internetverbinding, voor het downloaden van extra spelobjecten

Vanaf de uitbreiding Bedreigde Diersoorten is een snellere cd-rom vereist: minimaal 32x cd-rom. Vanaf de uitbreiding Marine Mania is minimaal een 1000 MHz processor vereist, 256 MB Ram en een 32MB 3D videokaart. Voor de Directeurscollectie is een 1.000 MHz processor vereist. Voor elke uitbreiding is voldoende vrije harde-schijfruimte vereist, variërend van 450 MB tot 1 GB.

## Uitbreidingspakketten
Naast het basispakket van Zoo Tycoon 2, kent het spel in totaal 4 uitbreidingspakketten en 1 premium download.

### Bedreigde Diersoorten
Zoo Tycoon 2: Bedreigde Diersoorten, het eerste uitbreidingspakket voor Zoo Tycoon 2, is sinds 4 november 2005 in de Benelux te koop. In dit uitbreidingspakket kan men twintig nieuwe en (over het algemeen) zeldzame dieren adopteren, waaronder de koala en de orang-oetan.
Met Bedreigde Diersoorten krijgt de speler naast de twintig nieuwe diersoorten ook de mogelijkheid om een jeepsafari, een kabelbaan of bruggen te plaatsen in de dierentuin.

### Afrikaans Avontuur
Zoo Tycoon 2: Afrikaans Avontuur is een uitbreiding voor Zoo Tycoon 2, die in Nederland en België op 2 juni 2006 is uitgekomen. Deze nieuwe uitbreiding geeft de speler de kans om zijn dierentuin aan te vullen met twintig Afrikaanse diersoorten, waaronder vrij bijzondere dieren als de secretarisvogel en de Ethiopische wolf.

### Dino Danger
Zoo Tycoon 2: Dino Danger werd als premium download uitbracht op 24 juli 2006. Een premium download zijn pakketten met een paar extra dieren en  voorwerpen. Deze was te verkrijgen via internet. Het pakket is niet meer te koop maar de inhoud kan wel nog verkregen worden via het uitbreidingspakket Zoo Tycoon 2: Uitgestorven Diersoorten. Daar zitten de dino's ook in, alleen zijn ze realistischer gemaakt vanwege klachten van spelers.

### Marine Mania
Zoo Tycoon 2: Marine Mania kwam op 27 oktober 2006 uit. Dit uitbreidingspakket bevat 20 zeedieren. Waaronder de tuimelaar en de orka. Deze uitbreiding bevat vier nieuwe habitats, rif, zeebodem, kust en diepzee. Nog nieuw aan deze uitbreiding is de verbeterde werking van de "Habitatborstel". Met Marine Mania is het een meer gestroomlijnd en efficiënter systeem, want nu kan men bomen, rotsen en planten bedienen via drie knoppen (één voor elk element). Zo kan de speler dan via deze knop regelen of een element er al dan niet bij moet zitten terwijl hij of zij de borstel gebruikt (bijvoorbeeld: bomen en planten in een woestijngebied, maar geen rotsen plaatsen). De habitatborstel zal nu onder water werken. Dit omdat er nu planten beschikbaar zijn om onderwater te plaatsen. Ook zijn er aan enkele dieren onderwateranimaties toegevoegd. Deze dieren zijn het nijlpaard, de keizerspinguïn en de ijsbeer. Aan de nijlkrokodil en de Amerikaanse bever zijn geen onderwateranimaties toegevoegd omdat Blue Fang van mening is dat deze twee de meeste van hun tijd aan het wateroppervlak begeven.

### Uitgestorven Diersoorten
Zoo Tycoon 2: Uitgestorven Diersoorten is de nieuwste uitbreiding voor Zoo Tycoon 2. Dit uitbreidingspakket zal in tegenstelling tot andere meer dan 30 diersoorten bevatten, zoals de blauwbok en de dodo Hierin zijn ook de vier dino's uit de premium download Dino Danger (met enkele aanpassingen) inbegrepen. Deze uitbreiding bevat meerdere mini-games , zoals het zoeken naar fossielen en deze in elkaar puzzelen om het dier tot leven te wekken. Het spel is uitgekomen op 26 oktober 2007.

## Verzamelpakketten
Zoo Tycoon 2 kent ook 2 verzamelpakketten. Deze verzamelen meerdere uitbreidingspakketten in een.

### Directeurscollectie
Zoo Tycoon 2: Directeurscollectie (Engels: Zookeeper Collection) is het verzamelpakket van Zoo Tycoon 2. Dit pakket ligt sinds 27 oktober 2006 in de winkel. Dit verzamelpakket bevat Zoo Tycoon 2, Bedreigde Diersoorten en Afrikaans Avontuur, maar ook verbeteringen en updates die beschikbaar zijn bij Marine Mania. Dit pakket bevat verder geen extra materiaal.

### De Ultieme Collectie
Zoo Tycoon 2: De Ultieme Collectie (Engels: Ultimate Collection) is een verzamelpakket van Zoo Tycoon 2, alle vier de uitbreidingspakketten en de tot dan toe uitgebrachte bonus-voorwerpen. Het is in oktober 2008 uitgebracht. Het bevat voor de rest geen extra voorwerpen en dieren.